# Frévin-Capelle
Frévin-Capelle is een gemeente in het Franse departement Pas-de-Calais (regio Hauts-de-France) en telt 434 inwoners (1999). De plaats maakt deel uit van het arrondissement Arras. In de gemeente ligt spoorwegstation Frévin-Capelle.

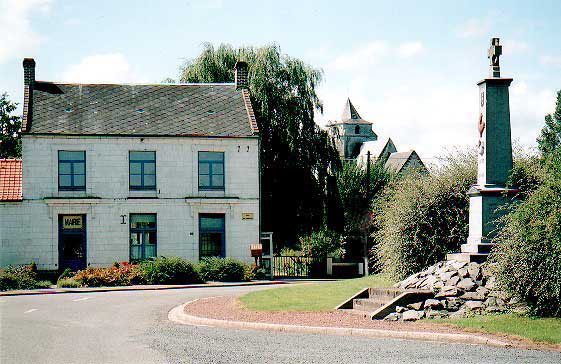
Centrum van Frévin-Capelle met gemeentehuis en kerk

## Geografie
De oppervlakte van Frévin-Capelle bedraagt 3,6 km², de bevolkingsdichtheid is 120,6 inwoners per km².
De onderstaande kaart toont de ligging van Frévin-Capelle met de belangrijkste infrastructuur en aangrenzende gemeenten.

## Demografie
Onderstaande figuur toont het verloop van het inwonertal (bron: INSEE-tellingen).